# Seznam písní Karla Zicha
Toto je seznam písní, jejichž interpretem je zpěvák Karel Zich.

## Vysvětlivky
- Název písně (Originální název převzaté písně) (autor hudby/autor textu), pěvecký partner – duet
  - orchestr, sbor

## A
- Absolutní hluch (Karel Zich / Michal Bukovič)

- Alenka v říši divů (Smokie – Living Next Door to Alice)(Karel Zich / Zdeněk Rytíř)
  - Flop

- Ampér, watt a volt (Karel Zich / Michal Bukovič)
  - Flop

- Anonymové (Michal Pavlík / Michal Bukovič)
  - 1989

- Ani náhodou (Karel Zich / Michal Bukovič)

- Ani za nic (Michal Pavlík / Pavel Vrba)
  - 1989

## B
- Beatles bylo víc (Karel Zich / Michal Bukovič)
  - Flop

- Běhej každý běh (Karel Zich / Michal Bukovič)

- Bigbít (Karel Zich / Michal Bukovič)

- Black and white (Born and raised in black and white) (Don Cook, John Jarvis / Michal Bukovič)
  - s Allanem Mikuškem, 1997

- Bowery street (Karel Zich / Vladimír Poštulka), s Pavlem Bobkem
  - Flop

- Budu mít svým vnuků o čem vyprávět (Stanislav Chmelík / Michal Bukovič)

- Byl tady (Karel Zich / Michal Bukovič)

- Být nad věcí (Karel Zich / Michal Bukovič)
  - Flop

## C
- Cesta za štěstím (Karel Zich / Michael Prostějovský)
  - Studiový orchestr řídí Jan Hrábek

- Co to v sobě máš (Karel Zich / Pavel Vrba)
  - 1989

## Č
- Čí jsem já (Jiří Vondráček)

## D
- Dá to práci (Karel Zich / Michal Bukovič)

- Dám ti darem déšť (Bohuslav Ondráček / Zdeněk Borovec), s Vlaďkou Prachařovou

- Dej mi svůj autogram (Karel Forner / Michal Bukovič)

- Dej si jednou klid (Karel Zich / Michal Bukovič)

- Dívko smutná (Karel Zich / Zdeněk Rytíř)

- Dlouhé týdny (Karel Zich / Zdeněk Rytíř)

- Dlouho žít (Karel Zich / Michal Bukovič)
  - 1989

- Doney Gal (traditional / Vlastimil Marhoul)
  - Spirituál kvintet, Marko Čermák – banjo

- Duplikát (Daniel Dobiáš / Pavel Cmíral)

- Dým, jen dým (Mystery train) (Sam C. Phillips, Herman Parker / František Novotný)

## E
- Emma & Ella (Karel Zich / Dušan Vančura), s Pavlem Bobkem
  - 1999

## F
- Faunovo pozdní odpoledne (Jan Hrábek / Ivo Fischer) [1]

## G
- Ghetto (In the ghetto) (Mac Davis / Josef Laufer)
  - Karel Zich – kytara

## H
- Hafity haf (Karel Zich / Jan Vyčítal)
  - 1999

- Hej, pane průvodčí (Karel Zich / Zdeněk Rytíř)
  - Orchestr Čs. televize řídí Václav Zahradník

- Holka, já mám z tebe strach (Trying to get to you) (Charles Singleton, Rose Marie McCoy / Michal Bukovič)

- Honem, honem (Oh, pretty woman) (Roy Orbison, Bill Dees / Michal Bukovič), s Lenkou Filipovou
  - Taneční orchestr Čs. rozhlasu řídí Vladimír Popelka

- Hodinky nejdou (Karel Vágner / Michal Bukovič)
  - Flop

- Hochu, to chce kliku (Karel Zich / Michal Bukovič)

- Hurikán (Bohuslav Ondráček / Zdeněk Rytíř)

## Ch
- Chtěl bych mít tvou váhu (Stanislav Chmelík / Michal Bukovič)

- Chtěl bych umět napsat baladu (Karel Zich / Zdeněk Rytíř)
  - Flop

- Chyťte Tondu (Tiger Rag) (tradicionál / Michal Bukovič), s Petrou Zámečníkovou a Jiřím Strnadem [2]

## J
- Já neměl s kým si hrát (Karel Zich / Michael Prostějovský)
  - Taneční orchestr Čs. rozhlasu řídí Josef Vobruba

- Já ti zpívám (Karel Zich / Michael Žantovský)
  - Karel Zich – kytara

- Já, ty a pes (K. Lavoie / Michael Žantovský)

- Jackson (Billy Edd Wheeler, Jerry Leiber[3] / Michal Bukovič), s Wandou Jackson
  - Flop řídí Stanislav Chmelík

- Jak jdem tím zdejším světem (Karel Zich / Zdeněk Borovec)
  - Studiový orchestr řídí Jan Hrábek

- Jako když hrách na zeď hází (Wir seh´n uns wieder) (Martin Hoffmann, Fred Neumann, český text Michael Prostějovský)

- Je mi líto (Karel Zich / Pavel Vrba)
  - Studiový orchestr řídí Jan Hrábek

- Je to fajn, mámo (That's all right) (Arthur Crudup / Michal Bukovič)

- Jeden tón (Karel Zich / Michal Bukovič)

- Jednou hm a jednou mm (Karel Zich / Michal Bukovič)

- Jednou už jsem tě získal málem (Karel Zich / Michal Bukovič)
  - Taneční orchestr Čs. rozhlasu řídí Vladimír Popelka

- Jednu radu ti dám (Jindřich Brabec / Michael Prostějovský)

- Jehla a nit (Ivan Štědrý / Jiří Štaidl)
  - Rudolf Rokl – piano, Felix Slováček – altsaxofon, Ladislav Štaidl se svým orchestrem

- Jehličí (Karel Zich / Michal Bukovič), s J. Farkašovou a Bambini di Praga

- Jeho smích tu zní (Karel Svoboda / Michael Prostějovský)

## K
- K. O. (Petr Janda / Miroslav Černý)

- K mikrofonu čelem (Karel Zich / Michal Bukovič), s Pavlem Bobkem
  - Flop

- Kalamitní typ (Karel Zich / Michal Bukovič), s Petrou Janů
  - Flop

- Kde jen ty chvíle jsou (Karel Zich / Eduard Krečmar), s Yvonne Přenosilovou
  - 1999

- Kdo má na přestávku nárok (Hound dog) (Jerry Leiber / Michal Bukovič)

- Kdybych byl malířem (Petr Hapka / Zdeněk Rytíř)
  - Taneční orchestr Čs. rozhlasu řídí Josef Vobruba, Planety

- Keř má kvést (Karel Zich / Ivo Fischer)
  - Studiový orchestr řídí Jan Hrábek

- Kilimanžáro (Karel Zich / František Novotný)

- Klobouk plný deště (Karel Zich / Pavel Vrba)
  - 1989

- Kluků je víc (Stanislav Chmelík / Michal Bukovič)
  - Flop

- Kola pop-music se točí dál (Karel Zich / Michal Bukovič)
  - Studiový sbor řídí Ladislav Chvalkovský

- Kolik je lodí (R. Koudelka / Michal Bukovič), s Jarkou Koudelkovou

- Kolik je různých světů (Karel Zich / Michal Bukovič)
  - Flop

- Kovbojův nářek (The streets of Laredo) (americká lidová/Stanislav Mareš)
  - Spirituál kvintet

- Kreslím výkres (Stanislav Chmelík / Michal Bukovič)

- Kudy? – Tudy! (Tutti – Frutti) (Dorothy La Bostrie, Richard Penniman, Joe Lubin, č.t. Michal Bukovič)
  - Flop

## L
- Láska století (Petra Černocká), s Petrou Černockou
  - 1999

- Lásko, neodcházej (Petr Hapka / Vítězslav Nezval)

- Lásky nechoděj (S. Curtis, J. Allison / Miroslav Černý)

- Lajdy Dů (Karel Zich / Hana Sorrosová)
  - 1999

- Léto jak má být (Stanislav Chmelík / Michal Bukovič)
  - Taneční orchestr Čs. rozhlasu řídí Felix Slováček

- Lev slalomů (Karel Zich / Michal Bukovič)

- Ležatá osma (Karel Zich / Michal Bukovič)

- Lost in love (Graham Russell), s Lenkou Filipovou
  - Flop

- Luxemburg nám hrál (Karel Zich / Michal Bukovič)

## M
- Mám ji rád (Karel Zich / Ivo Fischer)
  - Studiový orchestr řídí Jan Hrábek

- Máme styl (Stanislav Chmelík / Michal Bukovič)

- Málokdo má na vybranou (Pavel Vaculík / Michal Bukovič)

- Marika (Karel Zich / Zdeněk Rytíř)
  - Studiový orchestr řídí Jan Hrábek

- Maximální maximum (Karel Zich / Michal Bukovič)
  - Flop

- Máš chuť majoránky (Jiří Vondráček / Zdeněk Borovec)
  - Flop

- Máte něco proti těm psům? (Karel Zich / Michal Bukovič), s Petrou Zámečníkovou a Jiřím Strnadem

- Měla na očích brýle (Karel Zich / Michal Bukovič)
  - Velký orchestr Pragokoncertu řídí Milivoj Uzelac, Sbor skupiny Flop

- Měla by ses vrátit (Karel Zich / Miroslav Černý)

- Milión (Karel Zich / Michal Bukovič)
  - Flop

- Moc (Karel Zich / Pavel Vrba)
  - 1989

- Mosty (Lost in love) (Graham Russell / Michal Bukovič), s Lenkou Filipovou
  - Flop

- Můj plakát (Karel Zich / Pavel Vrba)
  - Studiový orchestr řídí Jan Hrábek

- Můj přítel odjel (Karel Zich / Zdeněk Borovec)
  - Studiový orchestr řídí Jan Hrábek

- Můj sok (Jailhouse rock) (Jerry Leiber, Mike Stoller / Michal Bukovič)
  - Flop

- My dva tu budem čekat dál (Jiří Vondráček / Michal Žantovský)

## N
- Na pianistu nestřílej (Karel Zich / Jan Vyčítal)
  - 1999

- Na prvním programu (Josef Kolín / Michal Bukovič)
  - Flop

- Napíšu pár taktů (Karel Zich / Michal Bukovič)
  - Taneční orchestr Čs. rozhlasu řídí Felix Slováček

- Návyk na toulání (Stanislav Chmelík / Pavel Vrba)
  - 1989

- Nejde zapomenout (Stanislav Chmelík / Eduard Krečmar), s Jitkou Zelenkovou
  - Flop

- Nelam nade mnou hůl (Pavel Vaculík / Michal Bukovič
  - Taneční orchestr Čs. rozhlasu řídí Felix Slováček

- Nelži (Angie)  (Mick Jagger / Keith Richards, č.t. Zdeněk Rytíř)

- Není všechno paráda (Karel Zich / Michal Bukovič)
  - Flop

- Nestůj tam v koutě (Bohuslav Ondráček / Václav Hons)

- Nešlap mi na sandály (Blue suede shoes) (Carl Perkins / Ivo Fischer)

- Nevadí (Karel Zich / Michal Bukovič)

- Něco jako lásku znám  (Love Or Something Like It) (Kenny Rogers, Steve Glassmeyer, č.t Michal Bukovič)

- Nůžky, kámen nebo papír (Karel Zich / Michal Bukovič)

## O
- Odjíždíš (Bohuslav Ondráček / Pavel Vrba)

## P
- Paráda (Karel Zich / Michal Bukovič)
  - Flop

- Pár cest znám (Jurij Antonov / Michal Bukovič) [4]
  - 1985

- Pavučina (Stanislav Chmelík / Michal Bukovič)
  - 1989

- Penzion Blues (Karel Zich / Zdeněk Rytíř)
  - Studiový orchestr řídí Jan Hrábek

- Podnik ztrátový (Karel Zich / Michal Bukovič)
  - Studiový sbor řídí Ladislav Chvalkovský

- Poselství dětem (Oldřich Veselý / Milan Hanák)
  - Taneční orchestr Čs. rozhlasu řídí Josef Vobruba

- Prázdný rám (Karel Zich / Ivo Fischer)
  - Pražské smyčce Jana Hrábka, dirigent Jan Hrábek

- Proč se směješ mým vráskám (Karel Zich / Michal Bukovič)

- Proud řeky důvěrně znám (Karel Zich / Michael Prostějovský)
  - Studiový orchestr řídí Vladimír Popelka

- Proto a proč (Karel Zich / Michal Bukovič)

- První a poslední (J. Saulskij / L. Zavaňuk / Michal Bukovič)

- První smích – první pláč (Bohuslav Ondráček / Zdeněk Rytíř), s Vlaďkou Prachařovou

- Přiznávám (Karel Zich / František Novotný)
  - Flop

- Ptám se vás, lidé (Bohuslav Ondráček / Miroslav Černý)
  - Václav  Zahradník se svým orchestrem

## R
- Rád bych tu zůstal (Karel Zich / Karel Šíp)

- Ráno je moudřejší (K. Forner / Miroslav Černý)

- Rock and roll je droga (Karel Zich / Michal Bukovič)
  - 1989

- R-O-C-K (R-O-C-K) (Bill Haley / Eduard Krečmar)

- Rodinné album (Karel Zich / Zdeněk Rytíř)
  - Taneční orchestr Čs. rozhlasu řídí Josef Vobruba

- Rubikova kostka (Jiří Burian)

## Ř
- Říkej pšš (Karel Zich / Michal Bukovič)

## S
- S proudem plout (Karel Zich)

- Sám se svou kytarou (Karel Zich / Miroslav Černý)
  - Studiový orchestr řídí Jan Hrábek

- Sama si hraj (Karel Zich / Michal Bukovič)

- Smůla všech smůl (Karel Zich / František Novotný)

- Sólo (Karel Zich)

- Spoutaný čas (Pavel Vaculík / Michal Bukovič)
  - 1989

- Správný nápad (Jindřich Brabec / Michael Prostějovský

- Starej vůz (Karel Zich / Jana Trčková), se Schovankami
  - 1999

- Stárnoucí čas (Karel Zich / Pavel Vrba)
  - 1999

- Sůl do očí (A fool such as I) (Bill Trader / Eduard Krečmar)

- Svatá noc (O holy night) (tradicionál, úprava Pavel Anděl a Zdeněk Ch. Blažek/Pavel Anděl)
  - 1997

## Š
- Šťastná ústa (Lucky lips) (Jerry Leiber / Mike Stoller, č.t. Eduard Krečmar), s Petrou Zámečníkovou a Jiřím Strnadem
  - Taneční orchestr Čs. rozhlasu řídí Felix Slováček

## T
- Tak čau (Stanislav Chmelík / Michal Bukovič)

- Tak jako já (Stanislav Chmelík / Michal Bukovič)

- Tak jsi zase svobodná (Stanislav Chmelík / Michal Bukovič)

- Tak mě sněz (Karel Zich / Michal Bukovič)

- Takový ty nejsi (Ginny come lately) (Gary Geld / Peter Udell, č.t. Michal Bukovič), s Jitkou Zelenkovou
  - Studiový orchestr řídí Ondřej Soukup, Studiový sbor

- Teď přicházím já (Vítězslav Hádl / Michal Bukovič)

- Ten kluk, co krev měl dravou (Karel Zic / Zdeněk Borovec)
  - Studiový orchestr řídí Jan Hrábek

- Ten kluk tě má rád (Karel Zich / Michal Bukovič)

- Ten strom je náš (Karel Zich, Josef Laufer)

- Ten zámek je náš (Big hunk of love) (Aaron Schroeder / Michal Bukovič)

- Tím víc tě mám rád (If you could read my mind) (Gordon Lightfoot / Ivo Fischer)
  - Václav Hybš se svým orchestrem

- To bych si přál (Karel Zich / Michal Bukovič)
  - Flop

- To byl bezvadný den (Karel Zich / Michal Bukovič)

- To jsi ty (Daniel Dobiáš / Jaroslav Šprongl)

- To se stává (Take it easy) (Jerry Reed / Ivo Fischer)
  - Taneční orchestr Čs. rozhlasu řídí Josef Vobruba

- To snad není pravda (Karel Zich / Michal Bukovič)
  - 1989

- Tohle nemá chybu (Karel Zich / Michal Bukovič)

- Tři jsou někdy víc (Karel Zich / Michal Bukovič)

- Třináctého pátek (Karel Zich / Michal Bukovič)
  - Studiový sbor řídí Ladislav Chvalkovský

- Tuhle chybu chtěl bych mít (Karel Zich / Michal Bukovič)
  - Flop, dirigent Milan Lejsek

- Tvůj vlak (Karel Zich / Zdeněk Rytíř)

## V
- V loužích láska strádá (Jurij Antonov / Václav Fischer)

- V zádech táhnu stín (Josef Kolín / Miroslav Černý)
  - Flop

- Ve slabé chvilce (Karel Zich / Michal Bukovič)

- Večeře v trávě (Karel Zich / Michal Bukovič)
  - Studiový sbor řídí Ladislav Chvalkovský

- Vejdi (Mandy) (Richard Kerr, Scott English, č.t. Pavel Vrba)
  - Orchestr Čs. televize řídí Mirko Krebs

- Vtipnější vyhrává (Stanislav Chmelík / Michal Bukovič), s Petrem Vondráčkem

- Vznášet se, vznášet (Karel Zich / Pavel Vrba)
  - 1989

## Z
- Za to může rock'n'roll (Stanislav Chmelík / Eduard Krečmar)
  - Flop

- Zánovní vůz (Singins the blues) (Melvin Endsley / Michal Bukovič)
  - Flop

- Zápalka plápolá (Karel Zich / Michal Bukovič)

- Zázemí (Karel Zich / Josef Fousek)

- Zelené pláně (Greenfields) (Terry Gilkyson, Richard Dehr, Frank Miller / Ivo Fischer)
  - Spirituál kvintet

- Zima, jak má být (Stanislav Chmelík / Michal Bukovič)

- Zítra (Karel Zich / Ivo Fischer)
  - Studiový orchestr řídí Jan Hrábek

- Zkrat (Karel Zich / Michal Bukovič)

## Ž
- Žárlím na tvůj stín (Love me) (Jerry Leiber / Mike Stoller, č.t. Michal Bukovič)
  - Flop

- Životopis (Karel Zich / Zdeněk Rytíř)